# 昭和町 (前橋市)
昭和町（しょうわまち）は、群馬県前橋市の地名。昭和町一丁目から昭和町三丁目がある。郵便番号は371-0034。2013年現在の面積は0.65km2。

## 地理
古利根川が形成した氾濫原である広瀬川低地帯の平坦地に位置している。町の西側を広瀬川が流れている。町の北半分が群馬大学昭和キャンパスである。

### 河川
- 広瀬川

## 歴史
1965年に前橋市萩町、岩神町、上小出町、下小出町の各一部が合併し成立した地名である。

### 年表
- 1965年 萩町、岩神町の各一部から昭和町一丁目、萩町、岩神町の各一部から昭和町二丁目、萩町、岩神町、上小出町、下小出町の各一部から昭和町三丁目が成立。
- 1982年 一部が下小出町1-3丁目となる。

## 世帯数と人口
2017年（平成29年）8月31日現在の世帯数と人口は以下の通りである。
| 丁目         | 世帯数    | 人口    |
| ------------ | --------- | ------- |
| 昭和町一丁目 | 384世帯   | 816人   |
| 昭和町二丁目 | 465世帯   | 941人   |
| 昭和町三丁目 | 663世帯   | 1,198人 |
| 計           | 1,512世帯 | 2,955人 |

## 小・中学校の学区
市立小・中学校に通う場合、学区は以下の通りとなる。
| 丁目         | 番地 | 小学校             | 中学校             |
| ------------ | ---- | ------------------ | ------------------ |
| 昭和町一丁目 | 全域 | 前橋市立敷島小学校 | 前橋市立第三中学校 |
| 昭和町二丁目 | 全域 | 前橋市立敷島小学校 | 前橋市立第三中学校 |
| 昭和町三丁目 | 全域 | 前橋市立敷島小学校 | 前橋市立第三中学校 |

## 交通

### 鉄道
鉄道駅はない。

### 道路
国道は通っておらず、県道は群馬県道6号前橋箕郷線が通っている。

## 施設
- 群馬大学医学部附属病院
- 前橋市立敷島小学校
- 共愛学園短大
- 群馬大学前郵便局
- 岩神の飛石（国の天然記念物）